# Steinhorst (Gifhorni járás)
Steinhorst település Németországban, azon belül Alsó-Szászország tartományban. Lakosainak száma 1254 fő (2023. december 31.). Steinhorst Dedelstorf, Groß Oesingen, Eldingen és Sprakensehl községekkel határos.

## Népesség
A település népességének változása:
| Lakosok száma | 1291 | 1229 | 1234 | 1244 | 1259 | 1254 |
|               | 2016 | 2017 | 2019 | 2021 | 2022 | 2023 |